# قهرمان اتحاد شوروی
قهرمان اتحاد شوروی (به روسی: Герой Советского Союза) بالاترین نشان افتخار در اتحاد شوروی بود که به‌طور جمعی یا فردی برای اقدامات قهرمانانه در خدمت به دولت و جامعهٔ شوروی اهدا می‌شد. گئورگی ژوکوف و لئونید برژنف با چهار عنوان قهرمان بیشترین دارندگان این عنوان هستند.
در طول جنگ جهانی دوم که از آن با عنوان «جنگ کبیر میهنی» در شوروی یاد می‌شد، مجموعاً ۴۳ پزشک عنوان قهرمان اتحاد شوروی را دریافت کردند.

## نگارخانه

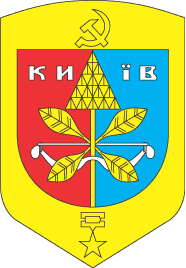
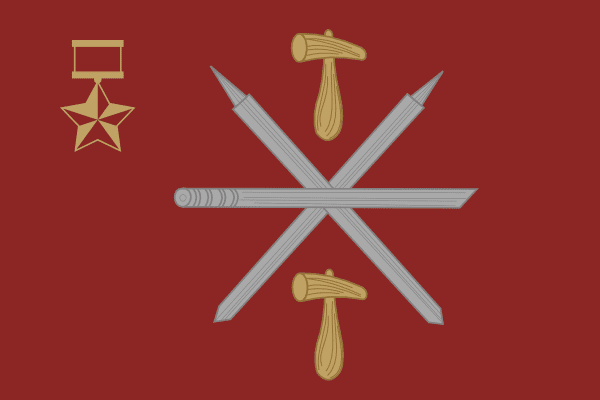